# Karan Bilimoria
Karan Faridoon Bilimoria, baron Bilimoria, (né le 26 novembre 1961) est un entrepreneur indien britannique pair à vie à la Chambre des Lords et chancelier d'université.
Bilimoria est connu pour avoir fondé la marque de bière, Cobra Beer et est actuellement le président de la société. En plus de son activité commerciale, Bilimoria est un membre actif de la Chambre des lords, et chancelier de l'Université de Birmingham et président de la Confédération de l'industrie britannique.

## Origines
Karan Bilimoria est né à Hyderabad, en Inde dans une famille parsi zoroastrienne originaire du Gujarat. Comme l'indique le nom de famille « Bilimoria », la maison ancestrale de la famille est la petite ville de Bilimora, située sur les rives de la rivière Ambika, dans la taluka de Gandevi du district de Navsari de l'État du Gujarat en Inde.
La famille de Bilimoria a une solide expérience dans le commerce, mais son père et ses deux grands-pères ont servi dans les forces armées indiennes. Son grand-père paternel, Nasservanji D. Bilimoria, est l'un des premiers Indiens à être nommé officier à l'Académie royale militaire de Sandhurst dans l'armée indienne britannique et il prend sa retraite avec le grade de brigadier.
Le père de Karan Bilimoria, le lieutenant-général Faridoon Noshir Bilimoria (1933-2005), connu sous le nom de « général Billy », a une longue et brillante carrière dans l'armée indienne. En tant que jeune officier nouvellement nommé, il sert en tant qu'Aide de camp du premier président de l'Inde, Rajendra Prasad. De nombreuses années plus tard, il commande le 2/5 Gorkha Rifles (Force frontalière) pendant la Guerre de libération du Bangladesh. Il sert comme officier général commandant en chef du commandement central de l'armée indienne. En 1990, alors qu'il est à ce poste, le lieutenant-général Bilimoria est délégué par le gouvernement de l'Inde au Sri Lanka pour examiner le travail de la Force indienne de maintien de la paix, qui a été déployée dans ce pays pendant la guerre civile du Sri Lanka. C'est sur sa recommandation que la force est rappelée en 1990, mettant ainsi fin à l'engagement militaire de l'Inde avec les Tigres de libération de l'Îlam tamoul.
La mère de Karan Bilimoria, Yasmin Bilimoria (née Italia), est la fille de Jamshed D. Italia, un chef d'escadron de la Force aérienne indienne. Sa mère, Aimai Italia née Bharucha de Hyderabad, est la fille de DD Italia, un homme d'affaires et homme politique basé à Hyderabad qui est membre du Rajya Sabha dans les années 1950 (c'est l'arrière-grand-père maternel de Karan). Sa mère et son grand-père maternel ont tous deux fait leurs études en Grande-Bretagne à l'université de Birmingham.

## Jeunesse
Karan fait ses études à l'école publique d'Hyderabad à Begumpet, où la famille vit dans la maison ancestrale de sa mère, Anand Bhavan, tandis que son père sert dans différentes stations militaires du pays. Au fur et à mesure qu'il grandit, sa famille commence à accompagner son père et Karan fréquente sept écoles différentes avant d'être envoyé en pension à l'école Hebron dans les Nilgiris, Tamil Nadu, aux côtés de son jeune frère, Nadir. Quand il a dix-neuf ans, Karan obtient son baccalauréat en commerce de l'université Osmania à Hyderabad en 1981.
Après avoir reçu une bourse, il part à Londres où il obtient son diplôme d'expert-comptable auprès de ce qui est aujourd'hui Ernst & Young et un diplôme en comptabilité de la London Metropolitan University. Par la suite, il étudie le droit au Sidney Sussex College de Cambridge. Pendant son séjour à Cambridge, Karan joue dans l'équipe de polo de l'université, organisant leur toute première tournée en Inde, recevant un demi-bleu en 1988, et dirige l'équipe de débat contre Oxford pendant deux ans, devenant également le vice-président de l'Union de Cambridge avant d'être diplômé en 1988.
En 1993, il épouse Lynne Heather Walker, une ressortissante sud-africaine, qu'il a rencontrée grâce à des amis communs. Elle est diplômée d'anglais et de latin de l'Université Rhodes.

## Création de la bière Cobra
Lors de la tournée en Inde de l'équipe de polo de l'université de Cambridge, Karan remarque que les bâtons de polo fabriqués en Inde sont différents et de meilleure qualité que ceux fabriqués en Grande-Bretagne. À l'époque, les bâtons de polo fabriqués en Argentine sont très populaires mais à la suite de la guerre des Malouines, les importations de produits argentins en Grande-Bretagne sont interdites et il y a peu de concurrence avec les fabricants britanniques. Karan commence à importer des bâtons de polo d'Inde pour combler le vide, les vendant avec succès et avec profit à Harrods et Lillywhites. Il se lance dans l'importation d'articles de mode, de tissus et d'autres produits d'Inde, mais contrairement aux bâtons de polo, ces entreprises ne sont pas très fructueuses.
En 1989, avec son ami Arjun Reddy, Karan fonde Cobra Beer dans un petit appartement de Fulham. L'idée de la bière lui est venue alors qu'il était étudiant à Cambridge, où il prenait régulièrement ses repas dans des restaurants indiens. Il remarque que la Lager ordinaire est trop gazeuse pour être appréciée avec de la nourriture, tandis que la Ale est trop amère pour accompagner un repas. Il propose un concept pour une bière qui a «les qualités rafraîchissantes d'une lager» mais «la douceur d'une bière» pour accompagner la nourriture - en particulier, la cuisine indienne et le curry. En 1989, après avoir conclu ses projets d'import-export, Karan et Arjun Reddy lancent Cobra Beer.
À l'époque, Karan a une dette étudiante de 20 000 £ et les fonds pour démarrer l'entreprise ne sont pas faciles à trouver. Empruntant de l'argent à diverses sources et 30 000 £ à une banque, Cobra commence ses activités. Un brasseur à Bangalore, en Inde, le Dr Subroto Cariapa, et le propriétaire de Mysore Breweries, M. Balan, aiment l'idée de la bière et aident à créer Cobra. Dans une vieille Citroën 2CV cabossée, Karan lui-même commence à distribuer 15 caisses de bière à la fois à travers Londres et, lentement, à l'extérieur.
Étant donné que la commercialisation à grande échelle n'est pas une option en raison du manque de fonds, la pénétration du marché de la bière britannique hautement compétitif nécessite une approche innovante. La tâche est d'autant plus difficile qu'en 1990, le pays est également en récession économique. Cobra décolle dans ces circonstances en se créant une niche sur le marché. Le curry indien devenant de plus en plus populaire dans le pays à l'époque, la bière Cobra est donc commercialisée et vendue comme la boisson parfaite pour l'accompagner. Karan lui-même livre des caisses de Cobra aux restaurants indiens, où il devient très populaire auprès des clients. En cinq ans, la barre du million de chiffre d'affaires est franchie. Cobra commence à être servie à travers le Royaume-Uni dans des milliers de restaurants indiens et l'entreprise commence à se développer, s'étendant au secteur des pubs et des bars et étant également vendue dans les grandes chaînes de supermarchés. En 1999, l'entreprise se diversifie dans le vin.
En 2001, Cobra, dont l'associé de Karan est désormais sorti, réalise un chiffre d'affaires de près de 13 £ millions avec un taux de croissance des ventes de près de 60% par an, et est brassée localement au Royaume-Uni par Charles Wells Ltd. En 2007, Cobra est vendu dans plus de 45 pays et a une capacité de production totale de 450 000 caisses par mois.

## Le Groupe Cobra
Le 29 mai 2009, la société entre en redressement judiciaire. Elle doit environ 70 millions £ aux créanciers. Molson Coors, l'un des plus grands brasseurs au monde, achète pour 14 £ millions 50,1% du capital, laissant Bilimoria et ses actionnaires avec les 49,9% restants, et signe un accord de coentreprise sous le nom de Cobra Beer Partnership, dont Bilimoria est président.
En 2005, Lord Bilimoria créé la Cobra Foundation, une organisation caritative indépendante qui fournit des soins de santé, une éducation et un soutien communautaire aux jeunes d'Asie du Sud. L'organisme de bienfaisance se concentre sur la fourniture d'eau potable et fournit également un soutien aux efforts de secours en cas de catastrophe dans la région.

## Distinctions
Le 17 juillet 2014, Lord Bilimoria est nommé 7e chancelier de l'Université de Birmingham.
Il est nommé lieutenant-adjoint du Grand Londres en 2001 et commandeur de l'ordre de l'Empire britannique (CBE) lors des honneurs d'anniversaire de 2004 pour ses services aux entreprises et à l'entrepreneuriat. Il est nommé pair à vie Crossbencher à la Chambre des lords avec le titre de baron Bilimoria, de Chelsea dans le Borough royal de Kensington et Chelsea le 16 juin 2006. Il est le premier Parsi zoroastrien à siéger à la Chambre des Lords.
Lord Bilimoria est administrateur non exécutif et administrateur principal indépendant de Booker Group PLC, le plus grand opérateur de gros du Royaume-Uni, depuis 2007. En 2011, il est président de Molson Coors Cobra India, une coentreprise entre Cobra Beer et Molson Coors en Inde. Il reçoit un doctorat honorifique de l'Université Heriot-Watt en 2005. Il est membre Bynum Tudor du Kellogg College d'Oxford pour l'année universitaire 2017-2018.
En juin 2020, Lord Bilimoria est élu président de la Confédération de l'industrie britannique,.